# 27 novembre 1927
Le dimanche 27 novembre 1927 est le 331e jour de l'année 1927.

## Naissances
- Alfonso Barrantes Lingán (mort le 2 décembre 2000), politicien péruvien
- Barthel Schink (mort le 10 novembre 1944), résistant allemand au nazisme
- Carlos José Castilho (mort le 2 février 1987), joueur de football brésilien
- Gérard Lorin (mort le 29 février 2000), acteur français
- Gérard Lorin (mort le 29 février 2000), acteur français
- Geneviève Winding (morte le 15 avril 2008), monteuse française
- Guy Fallot (mort le 25 juillet 2018), violoncelliste français
- Jacqueline Roumeguère-Eberhardt (morte le 29 mars 2006), anthropologue française
- Margret Fürer (morte le 18 mars 2012), chanteuse et humoriste allemande
- Nalumino Mundia (mort le 9 novembre 1988), Premier ministre de Zambie
- Pierre Crépeau, anthropologue, chercheur spécialisé dans les arts et traditions populaires, et écrivain québécois
- René Ferracci (mort le 25 février 1982), directeur artistique et affichiste français
- Roberto Goicoechea (mort en 2000), arbitre argentin de football
- Sergio Bravo, joueur de football mexicain
- William Simon (mort le 3 juin 2000),  homme politique américain

## Décès
- Émile Sauvaigo (né le 1 janvier 1856), botaniste français
- Giovanni Agusta (né le 4 octobre 1879), ingénieur italien